# Kujang
Kujang (kor. 구장군, Kujang-gun) – powiat w Korei Północnej, w prowincji P’yŏngan Północny. W 2008 roku liczył 139 337 mieszkańców. Graniczy z powiatami Hyangsan od północnego wschodu, Unsan od północy, Nyŏngbyŏn od zachodu, a także z miastami Kaech’ŏn i Tŏkch’ŏn (prowincja P’yŏngan Południowy) od południa. Przez powiat przebiegają trzy linie kolejowe: 303-kilometrowa linia kolejowa Manp’o, łącząca powiaty Manp’o (prowincja Chagang) i Sunch'ŏn (prowincja P’yŏngan Południowy), 192-kilometrowa linia P’yŏngdŏk, łącząca Pjongjang z powiatem Kujang, a także linia Ch’ŏngnyŏn P’alwŏn z Kujangu do miasta Kusŏng (prowincja P’yŏngan Północny). 74% terytorium powiatu stanowią lasy.

## Historia
Przed wyzwoleniem Korei spod okupacji japońskiej tereny należące do powiatu wchodziły w skład miejscowości Ryongsan, należącej do powiatu Nyŏngbyŏn. W obecnej formie powstał w wyniku gruntownej reformy podziału administracyjnego w grudniu 1952 roku. W jego skład weszły wówczas tereny należące wcześniej do miejscowości Ryongsan, Paengnyŏng, Namsinhyŏn, Ori (4 wsie) i Kosŏng (3 wsie – wszystkie poprzednio znajdowały się w powiecie Nyŏngbyŏn). Powiat Kujang składał się wówczas z jednego miasteczka (Kujang-ŭp) oraz 26 wsi (kor. ri). W styczniu 1985 roku powiat powiększył się o należącą do powiatu Nyŏngbyŏn wieś Sambong oraz o wsie Rohyŏn, Ryongsŏng, T'oro, Kajwa, Ch'ŏnsu, Suyang, Pulmu i Sŏkch'ang, wchodzące wcześniej w skład powiatu Hyangsan.

## Gospodarka
Lokalna gospodarka oparta jest na górnictwie. Tereny powiatu kryją złoża cynku, węgla oraz minerałów z grupy łyszczyków (tzw. miki). W powiecie znajdują się zakłady produkujące cement oraz wagony kolejowe.

## Podział administracyjny powiatu
W skład powiatu wchodzą następujące jednostki administracyjne:
| Nazwa jednostki administracyjnej | Rodzaj jednostki administracyjnej | Hangul       |
| -------------------------------- | --------------------------------- | ------------ |
| Kujang-ŭp                        | miasteczko                        | 구장읍       |
| Tŭngnim-rodongjagu               | dzielnica robotnicza              | 등립로동자구 |
| Ryongch’ŏl-rodongjagu            | dzielnica robotnicza              | 룡철로동자구 |
| Ryongdŭng-rodongjagu             | dzielnica robotnicza              | 룡등로동자구 |
| Ryongmun-rodongjagu              | dzielnica robotnicza              | 룡문로동자구 |
| Ryongsu-rodongjagu               | dzielnica robotnicza              | 룡수로동자구 |
| Kaehwa-ri                        | wieś                              | 개화리       |
| Kwisang-ri                       | wieś                              | 귀상리       |
| Taep'ung-ri                      | wieś                              | 대풍리       |
| Togwan-ri                        | wieś                              | 도관리       |
| Ryong’yŏn-ri                     | wieś                              | 룡연리       |
| Muksi-ri                         | wieś                              | 묵시리       |
| Sao-ri                           | wieś                              | 사오리       |
| Sambong-ri                       | wieś                              | 삼봉리       |
| Sanggu-ri                        | wieś                              | 상구리       |
| Sang'i-ri                        | wieś                              | 상이리       |
| Sangch'o-ri                      | wieś                              | 상초리       |
| So'min-ri                        | wieś                              | 소민리       |
| Songho-ri                        | wieś                              | 송호리       |
| Sugu-ri                          | wieś                              | 수구리       |
| Sinhŭng-ri                       | wieś                              | 신흥리       |
| Uhyŏn-ri                         | wieś                              | 우현리       |
| Ullyong-ri                       | wieś                              | 운룡리       |
| Unhŭng-ri                        | wieś                              | 운흥리       |
| Josan-ri                         | wieś                              | 조산리       |
| Jungch'o-ri                      | wieś                              | 중초리       |
| Hajang-ri                        | wieś                              | 하장리       |
| Hach'o-ri                        | wieś                              | 하초리       |